# Katz's Delicatessen
Katz's Delicatessen, también conocida como Katz's of New York City, es una tienda de delicatessen estilo kosher ubicada en 205 East Houston Street, en la esquina suroeste de las calles Houston y Ludlow en el Lower East Side de Manhattan, en la ciudad de Nueva York (Estados Unidos). Desde su fundación en 1888 ha sido popular entre los lugareños y turistas por su pastrami con centeno.

## Historia
Según la cronología de Katz, los hermanos Morris y Hyman Iceland establecieron lo que ahora se conoce como Katz's Delicatessen en Ludlow Street en el Lower East Side de Nueva York. A la llegada de Willy Katz en 1903, el nombre del establecimiento se cambió de Iceland Brothers a Iceland & Katz. Benny, el primo de Willy, se unió a él en 1910, comprando a los hermanos Iceland para formar la tienda de delicatessen de Katz. Su casero Harry Tarowsky compró la sociedad en abril de 1917. Sin embargo, según el escritor gastronómico Robert F. Moss, los registros de la isla Ellis indican que Morris y Hyman Iceland emigraron a Estados Unidos en 1902. Moss afirma que la "tienda de delicatessen de Iceland Hyman" solo abrió en 1911.
La construcción de la Línea de la Sexta Avenida del metro en la década de 1930 requirió que la tienda de delicatessen se trasladara al lado actual de la calle, aunque la entrada permaneció en Ludlow Street. El lote baldío en Houston Street albergaba barriles de carne y encurtidos hasta que se añadió la fachada de la tienda entre 1946 y 1949.
A principios del siglo XX, el Lower East Side albergaba a millones de familias recién inmigradas. Esto, junto con la falta de transporte público y privado, forjó una comunidad sólida de tal manera que Katz's se convirtió en un punto focal para la congregación. Los viernes, el vecindario acudía a comer salchichas y frijoles, una tradición de Katz desde hace mucho tiempo.
Durante el apogeo del teatro yiddish, el restaurante fue frecuentado por actores, cantantes y comediantes de los numerosos teatros de la Segunda Avenida y del Teatro Nacional de Houston Street. Durante la Segunda Guerra Mundial, los hijos de los propietarios, Lenny Katz e Izzy Tarowsky, estaban sirviendo a su país en las Fuerzas Armadas, y la tradición familiar de enviar comida a sus hijos se estableció como el eslogan de la empresa "Envía un salami a tu hijo. En el Ejército". El lema fue acuñado por la madre de Izzy, Rose Tarowsky, cuyo hijo sirvió en el Pacífico Sur como piloto de bombardero.
El siguiente cambio de propiedad se produjo con la muerte de Willy Katz, cuando su hijo Lenny se hizo cargo. En 1980, tanto Lenny Katz como Harry Tarowsky murieron, dejando la tienda al yerno de Lenny, Artie Makstein, y al hijo de Harry, Izzy. En 1988, en el centenario de su establecimiento, sin descendientes propios a quienes dejar el negocio, Lenny, Izzy y Arthur se lo vendieron al restaurador Martin Dell, su hijo Alan, que era chef y gerente en una tienda de delicatessen vecina, y el yerno de Martin, Fred Austin. El hijo de Alan, Jake, se incorporó al negocio a finales de 2009 y está a cargo de las principales operaciones.
El restaurante celebró su 125 aniversario en 2013 marcado por la apertura de una galería de arte emergente al lado. La galería contó con arte original de artistas locales de Nueva York con Baron Von Fancy y Ricky Powell entre los primeros exhibidos y otros rotaron mensualmente. En 2017, Katz's abrió su primera ubicación auxiliar, en el DeKalb Market Hall del complejo comercial del rascacielos City Point en el Downtown de Brooklyn.
Hoy en día, Katz's sirve semanalmente 6,8 kg de pastrami, 3.600 kg de carne en conserva, 910 kg de salami y 4.000 salchichas. En 2016, la encuesta Zagat le dio una calificación de 4,5 sobre 5 y la clasificó como la tienda de delicatessen número uno en Nueva York.

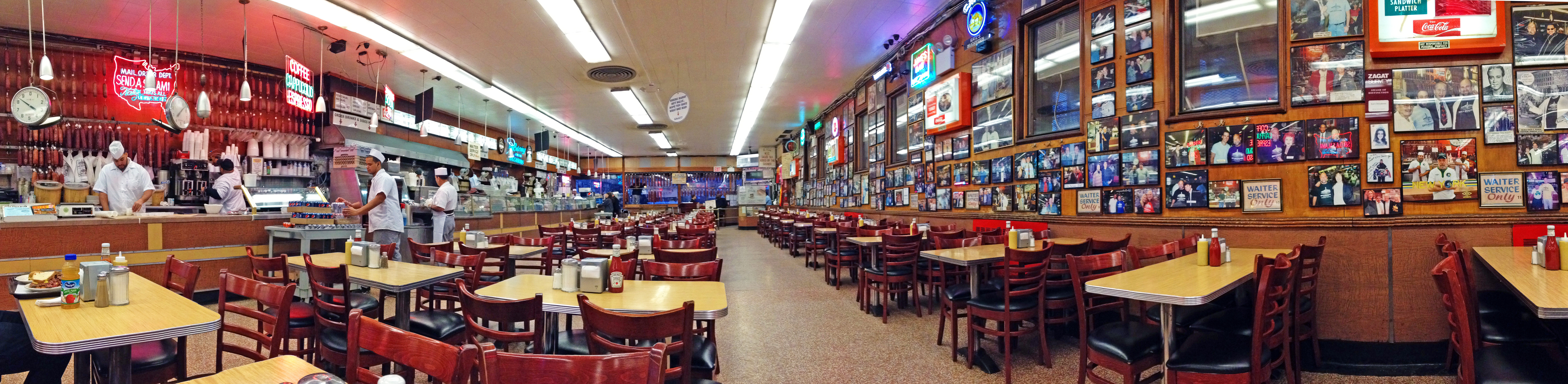
Temprano en la mañana en Katz's, antes de las multitudes

## Tickets
Cuando cada cliente ingresa a Katz's, un asistente de puerta les entrega un boleto impreso y numerado. A medida que reciben su comida de varias estaciones / áreas (aparte para sándwiches, perros calientes, bebidas embotelladas, bebidas de fuente, etc.), los empleados calculan un total acumulado de la factura antes de impuestos. Si los pedidos de varias personas se combinan en un solo boleto, un cajero recoge los boletos en blanco.
Katz's ha instituido un "cargo por boleto perdido". Si un cliente pierde un boleto, se agrega un recargo adicional de 50 dólares a la factura. El propósito de la tarifa, según lo declarado por la administración, es alentar a los clientes a regresar y encontrar el boleto perdido con la esperanza de evitar el robo (sustituyendo un boleto más pequeño por uno más grande).

## En la cultura popular

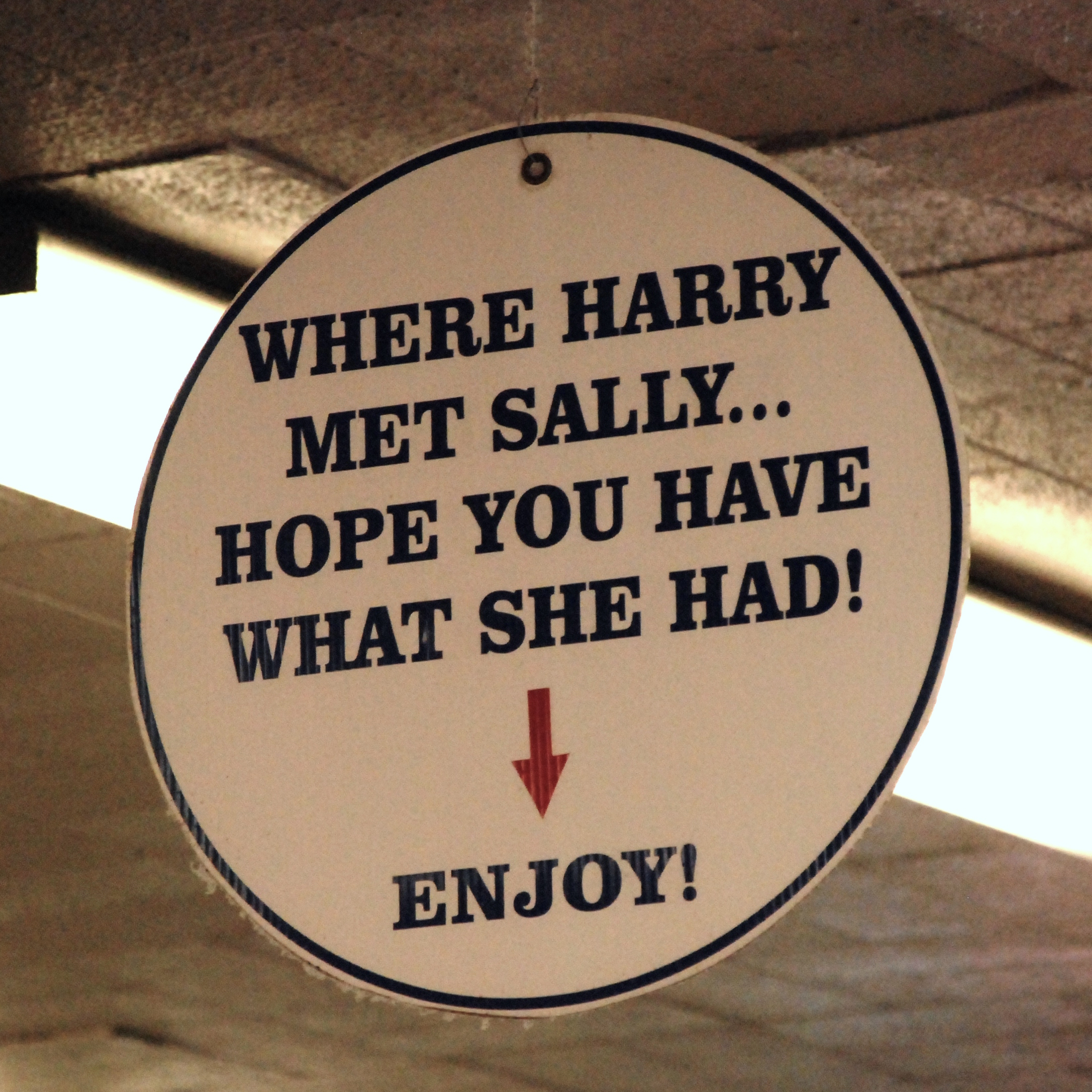
El cartel de Katz's que conmemora la escena de When Harry Met Sally...

- Katz's fue el sitio de la escena del gemido         (Orgasmo) falso de Meg Ryan en la comedia romántica de 1989 When Harry Met Sally..., seguida por la línea de Estelle Reiner "Tendré lo que ella tiene"; la mesa en la que se sentaron Ryan y Billy Crystal está marcada con un letrero que dice: "Donde Harry conoció a Sally... ¡espero que tengas lo que ella tenía!" ¡Disfruta! "[14][15]
- Fue el lugar del encuentro del personaje interpretado por Johnny Depp con un contacto del FBI en Donnie Brasco (1997).
- Katz's es el sitio de una escena en Across the Universe (2007), en la que Max revela que ha sido reclutado para la guerra de Vietnam.[16]
- El deli aparece en la película We Own the Night de 2007, protagonizada por Joaquin Phoenix, Mark Wahlberg y Eva Mendes.
- En Sidewalks of New York, dos personajes devoran un sándwich de pastrami y un hot dog en Katz's.[17][18]
- Katz's aparece en el documental Deli Man de 2014.[19][20]
- En la película Off Beat (1986), un grupo de policías disfruta de una comida caliente en la tienda de delicatessen.[21]
- El contrato para matar al personaje de Frank Sinatra en Contract on Cherry Street (1977) fue redactado en una bodega de Katz's.[22]